# Diesterwegschule (Darmstadt)
Die Diesterwegschule wurde 1901–1903 nach Plänen von Stadtbaurat Franz Frenay und Johann Kling erbaut.
Sie war der erste Bau der Darmstädter Schulinsel und ist nach dem deutschen Pädagogen Adolph Diesterweg benannt.
Die Diesterwegschule besteht aus dem im späthistoristischen Stil erbauten Hauptgebäude entlang der Julius-Reiber-Straße, dem im ländlichen Villenstil der Gründerzeit gebauten ehemaligen Schuldienerhaus an der Kasinostraße und der hofseitigen Turnhalle.
Von 1945 bis 1950 nutzte die amerikanische Besatzungsmacht die Schule unter anderem als „Amerikahaus“.
1989 wurde die Diesterwegschule saniert. 1990 folgte der Umbau der Turnhalle zu einer Aula.
Die Diesterwegschule steht, einschließlich der Einfriedung, unter Denkmalschutz.
Die Haupt- und Realschule wurde vor mehreren Jahren geschlossen.
Die Gebäude der Diesterwegschule werden jetzt von anderen Darmstädter Schulen, insbesondere von der benachbarten Eleonorenschule und der Justus-Liebig-Schule, genutzt.
Seit 2023 wird die Diesterwegschule vom Ludwig-Georgs-Gymnasium genutzt.
Es gibt Überlegungen, die Diesterwegschule aufgrund des erhöhten Bedarfs mittelfristig wieder zu einer Grundschule zu machen, wenn die Sanierung der beiden Gymnasien auf der Schulinsel abgeschlossen ist.